# Ontbossing

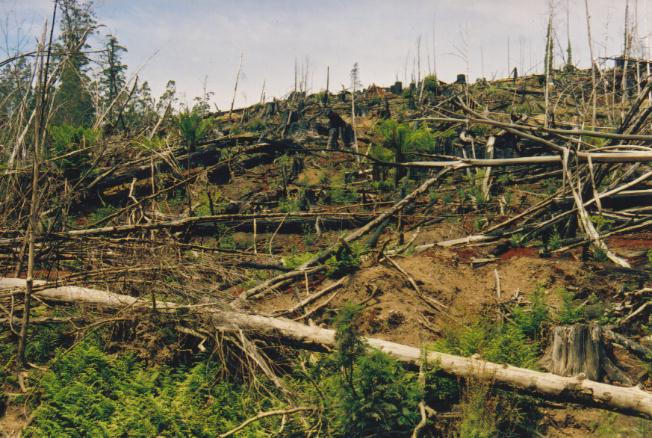
Ontbossing op Tasmanië

Jaarlijkse ontbossing

Jaarlijkse netto verandering in bosoppervlakte

Ontbossing is het verdwijnen van bos door handelingen van mensen voor commerciële doeleinden, of om land te winnen voor landbouw of voor nederzettingen. Ontbossing is het meest geconcentreerd in tropische regenwouden. Ongeveer 31% van het landoppervlak op aarde is momenteel bedekt met bossen. Dit is een derde minder dan de bosbedekking voor de uitvinding van de landbouw, waarbij de helft van dat verlies in de vorige eeuw plaatsvond. Tussen de 15 miljoen en 18 miljoen hectare bos, een gebied zo groot als Bangladesh, wordt elk jaar vernietigd. Gemiddeld worden er 2.400 bomen per minuut gekapt.

## Oorzaken

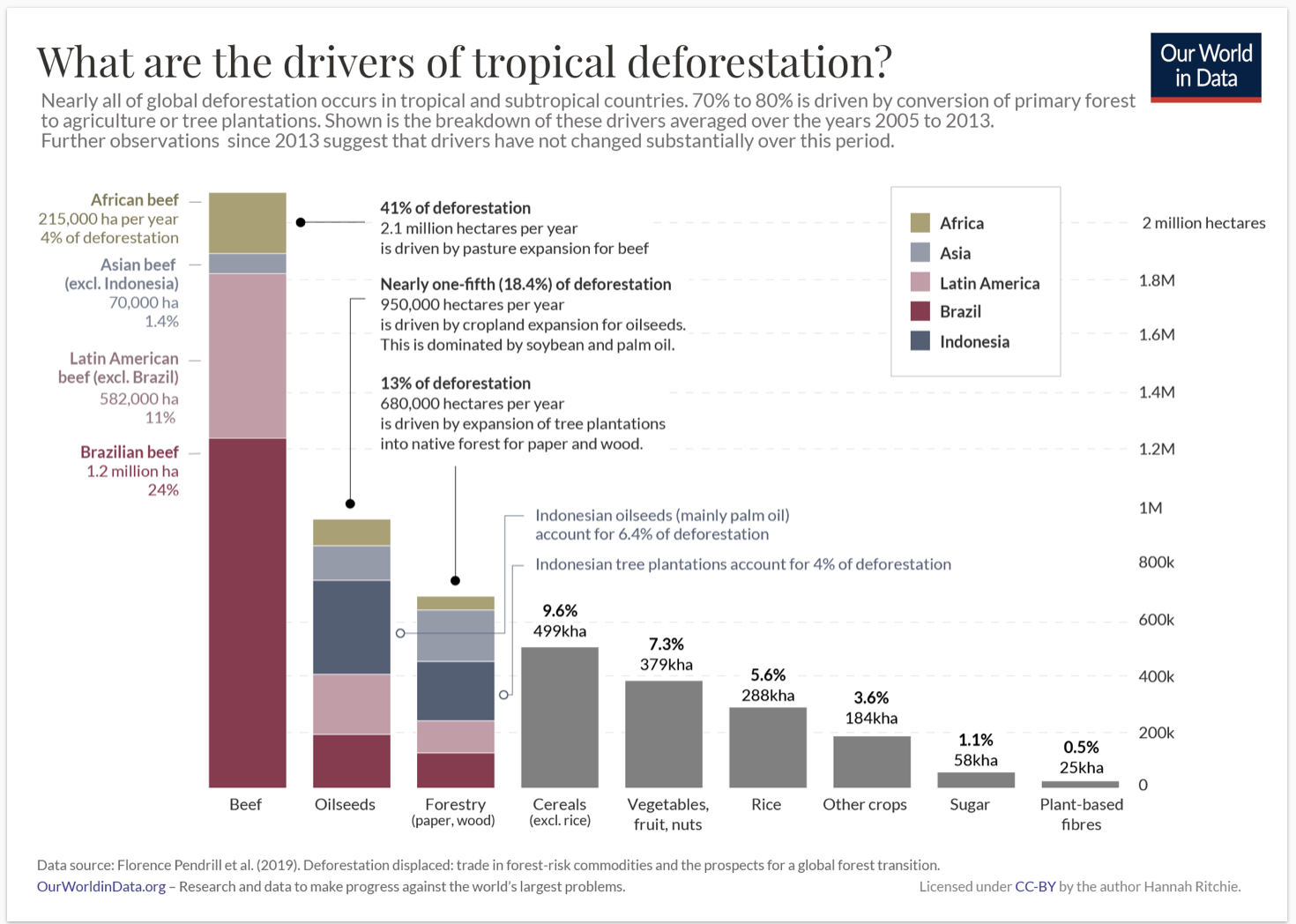
Oorzaken van tropische ontbossing

Het bos staat op veel plaatsen in de wereld onder druk door sociaaleconomische, politieke of andere factoren. Directe oorzaken van ontbossing zijn: 1) omvorming naar ander landgebruik, en 2) niet-duurzame exploitatie. Omvorming van bos naar landbouw en veeteelt is verreweg de grootste oorzaak van ontbossing. Ook het aanleggen van infrastructuur en bebouwing gaat vaak blijvend ten koste van bos. Voorts kunnen mijnbouw en oliewinning leiden tot ontbossing, als het bos daarbij blijvend wordt beschadigd of weggehaald. Daarnaast is niet-duurzame houtproductie ook vaak een oorzaak voor ontbossing. Dit kan betekenen dat het herbeboste gebied na verloop van tijd opnieuw gekapt wordt. Bovendien is de oogst van brandhout een van de grote oorzaken van ontbossing. In veel delen van de wereld wordt hiervoor nog natuurlijk bos gekapt.
Aan deze directe oorzaken liggen indirecte oorzaken ten grondslag. Dit zijn vaak complexe processen waarbij diverse factoren meespelen, zoals privatisering, toegang tot land, land- en gebruiksrechten, corruptie, lage status en machtspositie van bosbewoners etc. Deze processen verlopen vaak geleidelijk, in stadia waarin het oorspronkelijke bosecosysteem langzamerhand degradeert en ten slotte plaats maakt voor ander landgebruik. Dit proces heeft door de eeuwen heen wereldwijd plaatsgevonden.

## Gevolgen

Per capita CO2-emissies van ontbossing voor voedselproductie

Ontbossing kan verstrekkende negatieve gevolgen hebben. Dieren en planten (waarvan vele nog niet of nauwelijks onderzocht en beschreven zijn) kunnen verdwijnen en gehele ecosystemen kunnen ontregeld en uitgeroeid worden. Ontbossing is de oorzaak van erosie en draagt bij aan de opwarming van de Aarde. In het Amazonebekken is het regenwoud de natuurlijke habitat van verschillende indianenstammen.
Ontbossing kan ook leiden tot overstromingen van rivieren. De wortels van de bomen die voorheen het regenwater (en de vruchtbare bovenlaag) vasthielden doen dat na ontbossing niet meer. Hierdoor zal het water direct langs de hellingen naar de rivier toe stromen. Als er veel regen valt kan de rivier deze grote hoeveelheden water niet meer aan en zal de rivier stroomafwaarts buiten haar oevers treden. Bovendien neemt de hoeveelheid verdamping af omdat water meteen wegstroomt. Hierdoor kan ook de neerslaghoeveelheid afnemen.
Door het verdwijnen van bomen wordt, wanneer het hard en langdurig geregend heeft, ook de dunne bovenlaag van vruchtbare grond weggespoeld. De grond wordt dan niet meer bij elkaar gehouden door de wortels van de bomen. Ook dit draagt bij tot overstromingen, omdat de weggespoelde grond de rivierbedding opvult.
Het resultaat is een kaal, rotsachtig landschap waar bijna niets meer kan groeien, doorsneden met erosiegeulen. Wanneer de klimatologische omstandigheden zich ervoor lenen, is het zelfs mogelijk dat er verwoestijning optreedt.
Zoöloog Peter Daszak heeft aangetoond dat 31 procent van de nieuwe infectieziekten gelinkt kan worden aan de aantasting van tropisch bos voor mijnbouw, landbouw en verstedelijking. Ontbossing vergroot zo onrechtstreeks het risico op het ontstaan van een pandemie.

## Maatregelen
Vanwege de toenemende onrust over het tempo van ontbossing in vele tropische landen, startte men in 1976 met een lange reeks onderhandelingen als onderdeel van het Programma voor Grondstoffen tijdens de vierde zitting van de UNCTAD. De uiteindelijke uitkomst van die onderhandelingen was de overeenkomst ITTA, 1983 die onder andere de oprichting en het werk van de International Tropical Timber Organization (ITTO) regelde. In 1994 werd het vervolgverdrag ITTA, 1994 gesloten.
In de Europese Unie geldt onder meer de Verordening Nr. 995/2010 inzake de houthandel ("EUTR, European Union Timber Regulation") bedoeld om illegale houtkap en handel binnen de EU te bestrijden, en tegelijk de ontbossing buiten de EU tegen te gaan. Op 29 juni 2023 werd besloten dat de EUTR vervangen werd door de rechtsopvolger, de EUDR, de Europese regulering voor Ontbossingsvrije producten. Deze zal op 30 december 2024 in werking treden.
Deze regelingen maken de import in de EU van producten direct gelieerd aan ontbossing moeilijker. Maar het is nog steeds niet voldoende gezien het feit dat de Europese financiele sector nog steeds op massale wijze het ontbossen ondersteunt met leningen en/of investeringen, zoals blijkt uit het rapport Bankrolling Ecosystem Destruction. De Nederlandse financiële sector met Rabobank voorop verstrekte miljarden euro’s aan bedrijven in sectoren die een bedreiging vormen voor de natuur .

## Monitoring

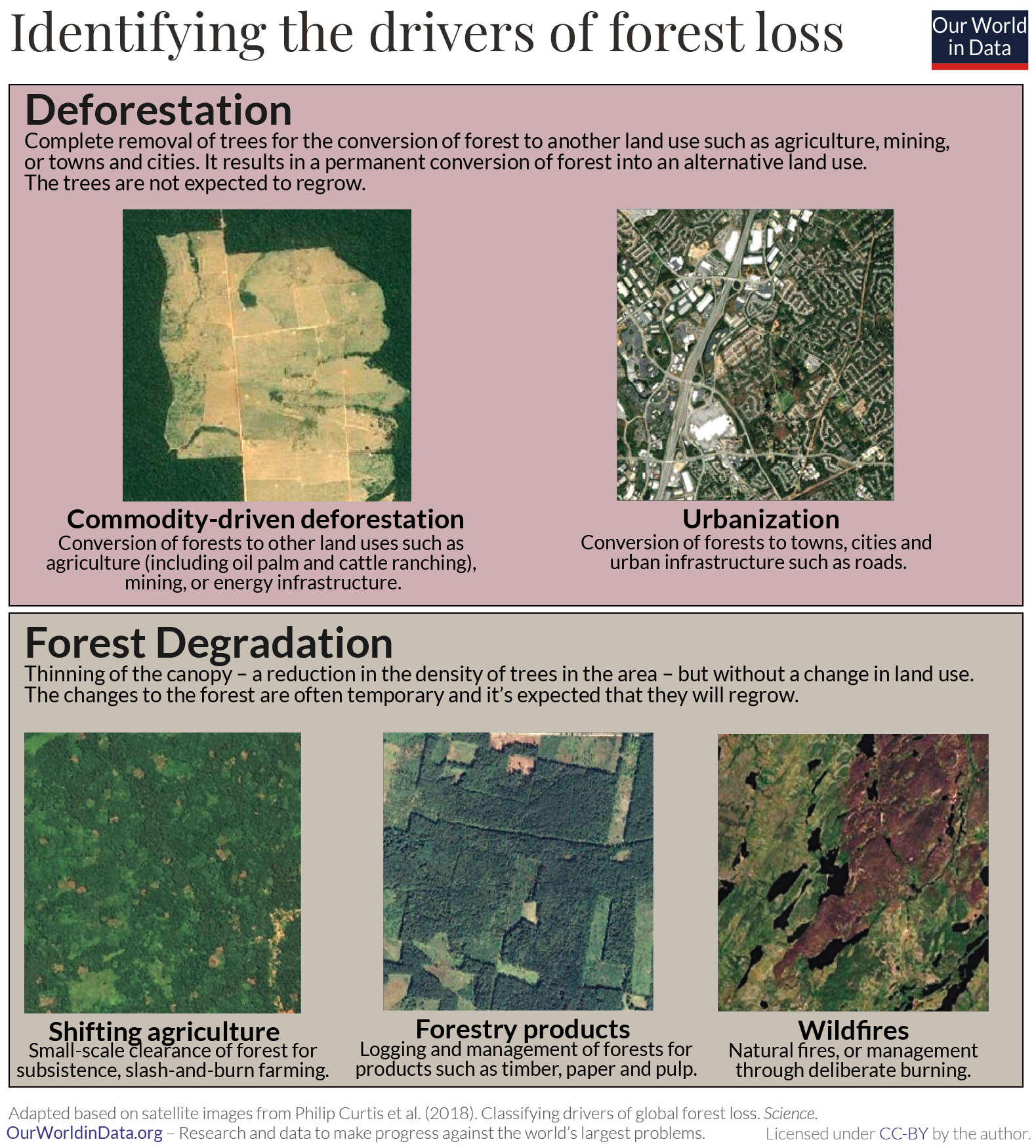
De oorzaken van ontbossing kunnen geïdentificeerd worden met satellietbeelden

Monitoring van ontbossing gebeurt voornamelijk door het vergelijken van satellietbeelden. Een van de belangrijkste observaties gebeurt in het Landsat Science programma van NASA. Andere initiatieven zijn:
- Global Forest Watch, een interactief instrument van het World Resources Institute om per land en per jaar de netto-ontbossing te analyseren.[12]
- Ook de Voedsel- en Landbouworganisatie van de Verenigde Naties (FAO) publiceerde een rapport, The state of the world's forests.[13]
- De Forest Declaration Assessment, een associatie die de collectieve vooruitgang naar wereldwijde bosdoelstellingen beoordeelt.[14]

## Ontbossing in de geschiedenis

### Prehistorie en Oudheid
Ontbossing kwam al in de prehistorie voor, zij het op beperkte schaal. Historische voorbeelden van grootschaliger ontbossing zijn bekend uit de Mayabeschaving, en in het Romeinse Keizerrijk, vanwege overmatig gebruik van hout voor land-, mijn- en scheepsbouw, en voor brandstof.

### Middeleeuwen
In de middeleeuwse Nederlanden hadden lokale gemeenschappen nog rechten in sommige bossen, bijvoorbeeld om hout te sprokkelen of vee te laten grazen. Maar ook reeds toen werden rijke bosgebieden ingepalmd voor de jacht, zoals het Haagse bos, of verhandeld als privé-eigendom, zoals het Buggenhoutbos. Vanaf de late middeleeuwen, en zeker in de vroegmoderne tijd, schoten de houtprijzen omhoog en werd de lokale bevolking steeds meer geweerd uit de bossen. De bosbouw werd geïntensiveerd, en kwam onder het gezag van de regionale overheid. Zo zijn in Duitsland bosbouwverordeningen uit de 16e eeuw bewaard, zoals de Hohenlohische Forstordnung uit 1579 van graaf Wolfgang II van Hohenlohe, uitgevaardigd vanwege de overexploitatie van de bossen in de streek.

### Ontbossingsbeleid in de Moderne Tijd (vanaf 1750)

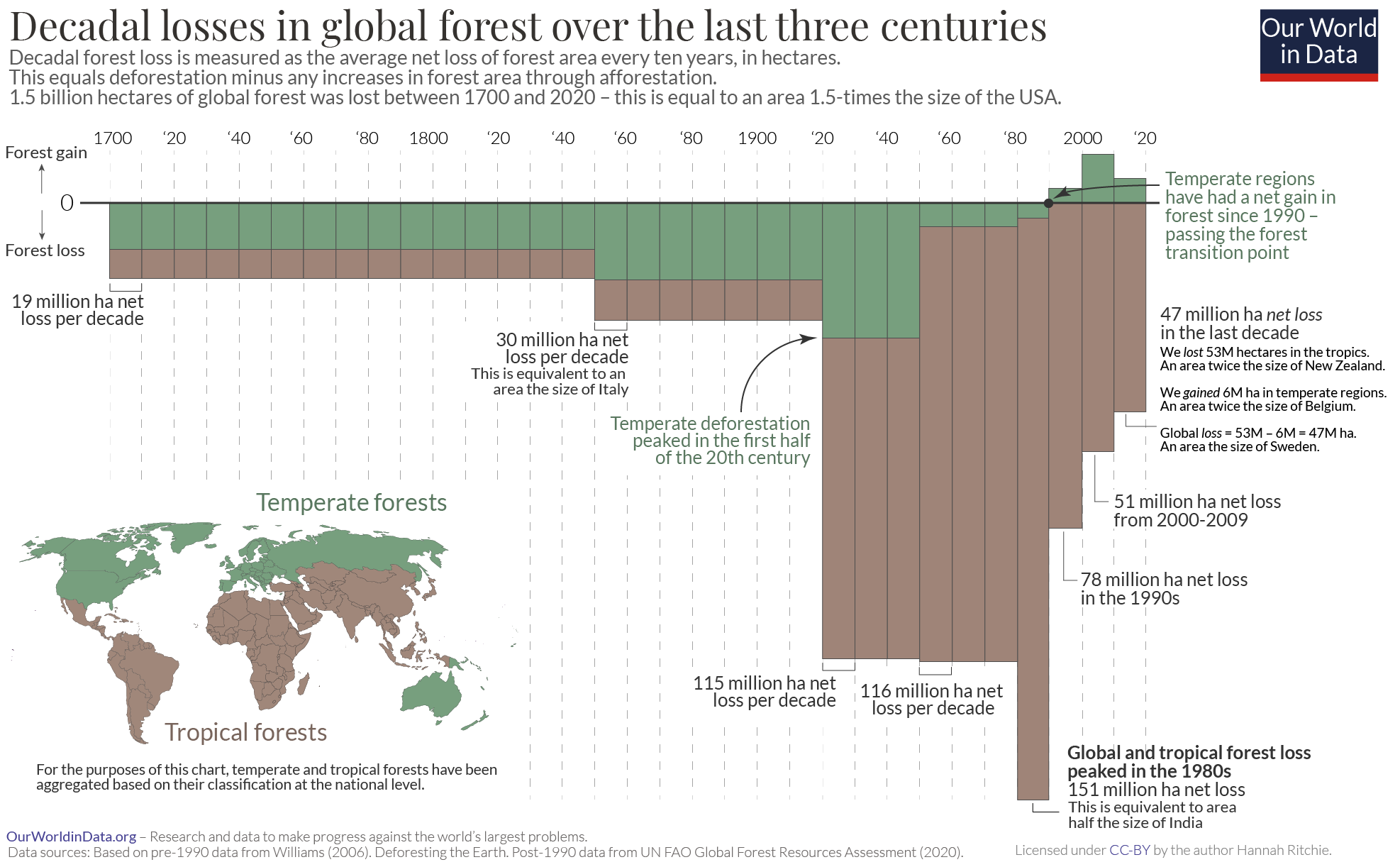
Ontbossing in elk decennium sinds 1700

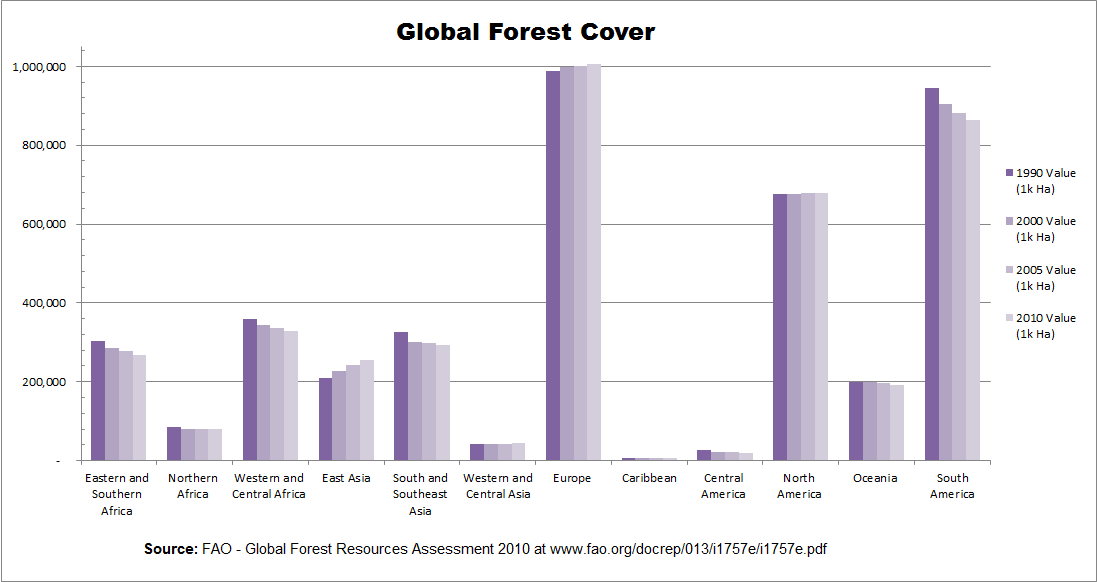
Bosareaal per werelddeel, 1990-2010.

De totale bosoppervlakte omvatte in 2020 nog ruim 30% van het aardoppervlak.
Volgens het Wereldnatuurfonds verdween begin 21e eeuw elk jaar 6,5 miljoen hectare natuurlijk bos, wat overeenkomt met 17 voetbalvelden per minuut. Volgens de Wereldbank bedroeg aan het begin van de 20e eeuw het bosgebied van de Aarde ongeveer 50 miljoen vierkante kilometer. Dit is sindsdien teruggelopen tot minder dan 40 miljoen km2. Van 1990 tot 2016 verloor de Aarde 1,3 miljoen km2, een oppervlakte, groter dan Zuid-Afrika. Het grootste deel van deze daling werd veroorzaakt door de groeiende vraag naar bos- en papierproducten, evenals naar landbouwgrond. Slechts de helft van het ontboste gebied wordt gecompenseerd door nieuwe bossen of bosgroei. Naast de rechtstreeks door de mens veroorzaakte ontbossing worden bossen ook getroffen door klimaatverandering, met toenemende risico's van stormen en ziekten. Het Kyoto-protocol poogde ontbossing te voorkomen, maar hield geen concrete acties in om dit te verwezenlijken.
De ontbossing versnelde vooral in de tropische streken, maar ook in het hoge noorden is de ontbossing aanzienlijk. Massale ontbossing komt onder meer voor in:
- het Braziliaanse Amazoneregenwoud
- het Indonesische regenwoud
- de Congolese regenwouden
- de boreale wouden van het hoge noorden, verspreid over grote delen van Scandinavië, Canada, Rusland en Mongolië.

## Per land / regio

### Europese Unie
De Europese Unie lanceerde in 2005 een "vergunningensysteem voor de invoer van hout in de Europese Gemeenschap", het EU FLEGT-actieplan, om illegale houtkap tegen te gaan, evenals de sociale, economische en milieuschade die het veroorzaakt. In het verlengde van het FLEGT-plan werd in 2010 de "Houtverordening" uitgevaardigd, om het op de Europese markt brengen van illegaal gewonnen hout (en producten van dergelijk hout) te verbieden. In oktober 2024 besloot de Europese Commissie echter de uitvoeringsdatum van de EU-ontbossingsverordening 2023/1115 met een jaar uit te stellen tot 30 december 2025 en later, “op verzoek van mondiale partners”. Raadsvoorzitter Charles Michel gaf in dat verband toe “dat de EU moet ophouden ontwikkelingslanden de les te lezen. EU-partnerlanden die deelnamen aan de Brics-top van oktober 2024 wilden een boodschap sturen.”

### Brazilië

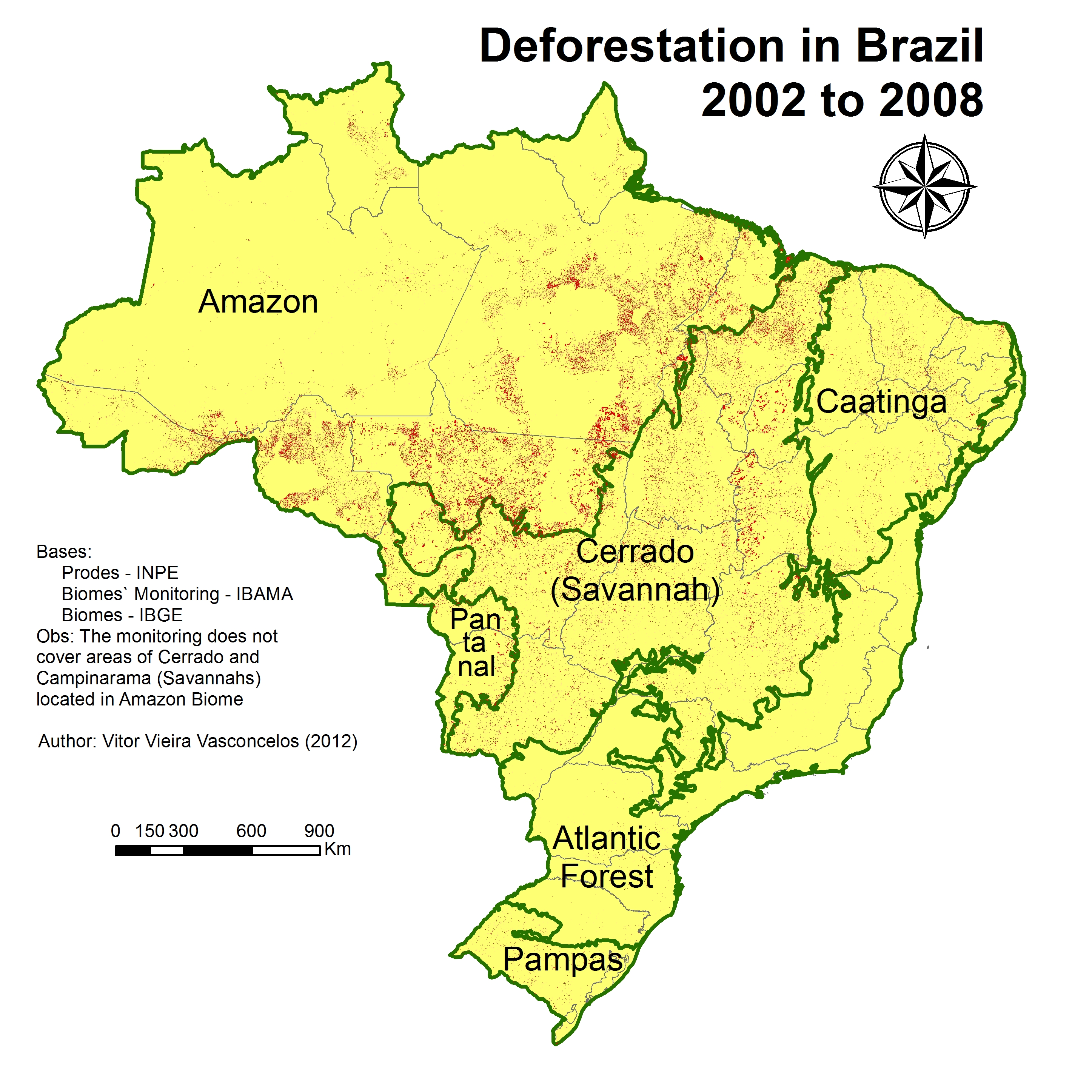
Kaart van ontbossing (rood) in Brazilië, van 2002 tot 2008

In Brazilië wordt de ontbossing veroorzaakt door de overheid zelf. Onder president Dilma Rousseff in 2014 is het budget van de bescherming tegen ontbossing sterk verminderd. Hierdoor vindt er sinds 2014 veel illegale boskap plaats. Dit allemaal om plaats te maken voor veeteelt en de teelt van sojabonen. Samen met een groeiende economie in Brazilië en een vraag naar hout en andere producten verloopt deze ontbossing steeds sneller. Dit brengt nadelen met zich mee: de leefgebieden van vele plant- en diersoorten worden weggekapt en de CO2 die eeuwenlang was opgeslagen in de grond komt weer vrij in de atmosfeer, wat ook nadelige gevolgen heeft voor het klimaat.

### Indonesië
In Indonesië is dit lange tijd vrijwel hetzelfde geweest, er is daar lang helemaal geen beleid geweest en er vond dus ook veel illegale kap plaats. Echter is er in Indonesië in 2017 verandering in dit beleid gekomen. De minister van Milieu in Indonesië heeft ervoor gezorgd dat er een verbod komt op nieuwe vergunningen voor de exploitatie van oerwouden en veengronden. Dit heeft ervoor gezorgd dat de ontbossing van twee miljoen hectare per jaar is gedaald naar nog slechts een half miljoen hectare per jaar. Om de bossen in Indonesië ook op langere termijn veilig te stellen is het van belang dat bosbescherming voldoende gefinancierd wordt, de REDD (Reduced Emissions from Deforestation and forest Degradation) onderhandelingen hebben als doel om deze financieringen te gebruiken om zo een tegenwicht te creëren tegen het uitbreiden van oliepalmplantages.
In Indonesië is van 2000 tot 2012 wel 6 Mha aan oerbos verdwenen. Dit percentage is hoger dan het percentage van ontbossing in Brazilië. Vanaf 1960 zijn de bossen van Indonesië een waardevolle bron van inkomsten geworden voor veel mensen in het land. De Indonesische economie is daardoor afhankelijk van de productie van palmolie en (hard)hout Indonesië staat onder zware druk van multinationals, deze zijn grotendeels verantwoordelijk voor de ontbossing in dit gebied.
Sinds 1959 is Indonesië een gedecentraliseerde, democratische republiek met een presidentieel stelsel. Deze gedecentraliseerde politiek vormt een probleem voor het beleid omtrent ontbossing. Het is belangrijk welke stukken land wel en niet als bos zijn bestemd. Over de niet-bosgebieden hebben de gouverneurs namelijk zeggenschap, maar besluiten over bosgebieden liggen bij het Ministry of Forestry. Dit zorgt ervoor dat er veel conflicten zijn over de toewijzing van land in bosgebieden en dat er onduidelijkheid heerst binnen het besluitvormingsproces. Een aantal van de wetten omtrent ontbossing worden hieronder aangegeven.

#### Preventief beleid

##### (1) Basic Forestry Law (No. 5/1967):
Door deze wet zijn er 5 categorieën bos onderscheiden:
1. Conservatie bos
2. Beschermend bos, deze bossen houden het natuurlijke watersysteem in stand en vormen bescherming tegen overstromingen.[32]
3. Begrensde productiebos, hier mag hout worden geproduceerd mits producenten zich houden aan maatregelen om de invloed op de bodem(erosie) te verminderen.
4. Productiebos voor de commercie
5. Omzettingsbos (conversion forest), een bos van productiebos omzetten naar landbouw of andere functies.[29]

##### (2) Letter of Intent (LOI):
Mei 2010 tekende Indonesië dit verdrag met Noorwegen. Het verdrag had als doel de emissies van bosbranden, veroorzaakt door ontbossing, in Indonesië te verminderen. Als beloning zou Indonesië 1 biljoen Dollar krijgen om maatregelen te kunnen nemen om de emissies nog meer te verminderen . Noorwegen heeft deze deal gesloten met meer landen waar veel ontbossing is, zoals Brazilië, Liberia, Tanzania, Guyana en de Democratische Republiek van Congo.

##### (3) Tijdelijk moratorium:
Als deel van de LOI werd er een moratorium ingesteld, een uitstel van de wettelijke regeling omtrent de toewijzing van land. Het moratorium beslaat nu 66.1 miljoen hectare oerbos en veenland waar geen nieuwe palmolieplantages mogen worden gebouwd of hout mag worden gekapt. Na veel verlengingen van het moratorium heeft President Joko Widodo de regeling in 2019 permanent verklaard.

#### Adaptief beleid

##### (4)Nationally Determined Contributions(NDC’s):
In het Klimaatakkoord van Parijs in 2015 zijn naast de internationale doelen ook NDC’s voor elk land vastgesteld. Voor Indonesië is het doel om emissies zelfstandig te verlagen met 27% tussen 2030 en 2050, of met 41% met internationale hulp.

##### (5) Het Social Forestry Initiative:
Dit project geeft kleine gemeenschappen het grondeigendom over een bepaald stuk land of bos. Dit heeft voordelen voor de sociaal-economische status van de bewoners en voor de waarborging van de kwaliteit van het land of bos. Het initiatief is een reactie op de ongelijkheden in de bosbouwsector in Indonesië. De kleine gemeenschappen die afhankelijk zijn van de nabijgelegen bossen werden vaak ondergesneeuwd door grotere, rijkere gemeenschappen of multinationals die het bosgebied toegewezen kregen door de overheid. Door het Social Forestry Initiative gebeurt dit veel minder. Omdat de inwoners van deze gemeenschappen afhankelijk zijn van het bos, gaan zij er ook zorgvuldig mee om.

##### (6) Omnibus Law:
Deze nieuwe wet ging in in november 2020, heeft als doel om meer werkgelegenheid te creëren in Indonesië. In de wet zijn de voorwaarden voor de toewijzing van land, die juist zo belangrijk zijn voor ontbossing, minder scherp gemaakt zodat Indonesië aantrekkelijker wordt voor buitenlandse investeerders. Er zijn veel tegenstanders van de wet, omdat het een grote schadelijke factor kan zijn voor het klimaat en ontbossing in het land.

### Australië
De ontbossing in Australië is het resultaat van het uitbreiden van landbouw door de toenemende vraag naar consumptiegoederen. Sinds 1970 zijn de staten Queensland en New South Wales voornamelijk verantwoordelijk voor de hoge cijfers van ontbossing. Midden 1990 startte Australië met preventiemaatregelen voor natuurlijke ecosystemen. Hierdoor valt tegenwoordig 11% van 7.7 miljoen km2 land gebied onder het National Reserve System, dit betekent dat 16% van Australische bossen onder een vorm van bescherming valt. Er zijn drie wetten en plannen belangrijk in het preservatie plan van Australië. En twee in het adaptieve plan van Indonesië.

#### Preventief beleid

##### (1) Illegal Logging Prohibition Act 2012:
Deze wet maakt het een overtreding om illegaal gekapt hout in de Australische markt te brengen. Ook maakt deze wet het illegaal om hout te verwerken wat illegaal gekapt is in Australië.

##### (2) The Plantations 2020 Vision:
Dit is een partnerschap tussen de Australische staat, deelstaten en de houtplantages en -verwerkende industrieën. In dit plan moet in 2020 de plantage bosbouw duurzaam en een winstgevende lange rotatie gewas zijn.

##### (3) Environment Protection and Biodiversity Conservation Act 1999:
Deze wet zorgt ervoor dat ‘nationaal significante’ dieren, planten, habitats en plaatsen worden geïdentificeerd en eventuele negatieve effecten daarop zorgvuldig worden overwogen voordat er verandering plaatsvindt in het landgebruik of nieuwe ontwikkelingen worden goedgekeurd.

#### Adaptief beleid

##### (4) National Forest Policy Statement (NFPS):
De NFPS bestaat uit elf doelen. Het beleid bevat veel verschillende sectoren, niet alleen gericht op het verminderen van ontbossing en het laten toenemen van herbebossing. Ze kijken vooral ook naar het efficiënter gebruik maken van de middelen die ze hebben. De uitvoering van het NFPS is opgedeeld in Regional Forest Agreements (RFA’s), dit zijn tien overeenkomsten tussen de Australische overheid en de regionale overheden. Deze RFA’s zijn tussen 1997 en 2001 getekend en zijn lange-termijnafspraken, ze zijn gericht op de balans tussen economie, milieu en de maatschappij.

##### (5) National Reserve System (NRS):
NRS is een web van beschermde gebieden met als doel het land te beschermen tegen klimaatverandering en de afname van waterbronnen. Het uiteindelijke doel van het NRS is het voldoen aan de doelen die The Convention on Biological Diversity (van de Verenigde Naties) stelde, het belangrijkste plan was dat in 2020 minstens 17% van alle ecoregio’s (8 regio’s in de wereld die zijn opgesteld door het World Wide Fund for Nature (WWF)) moeten worden beheerd als een beschermde omgeving. Dit doel is voor een groot deel van de bioregio’s in Australië al behaald. Namelijk 70% van de 89 bioregio’s (opgesteld door de Interim Biogeographic Regionalisation for Australia editie 7 (IBRA7)) hebben dat doel al bereikt, de resterende bioregio’s zitten nog onder de 10% van de verplichte 17%.

## Afbeeldingen

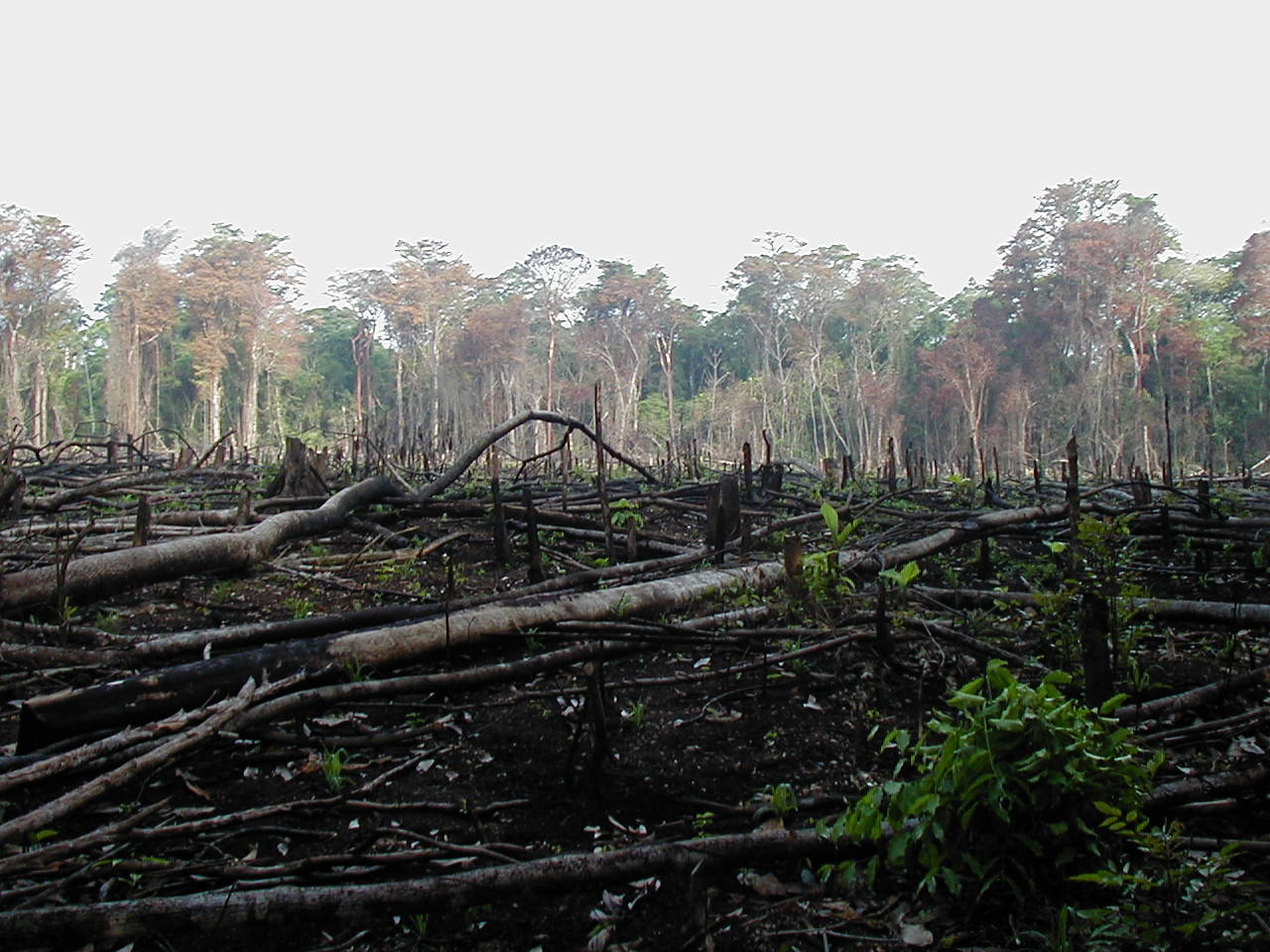
Verbrand oerwoud dat plaats maakt voor landbouw in zuidelijk Mexico.
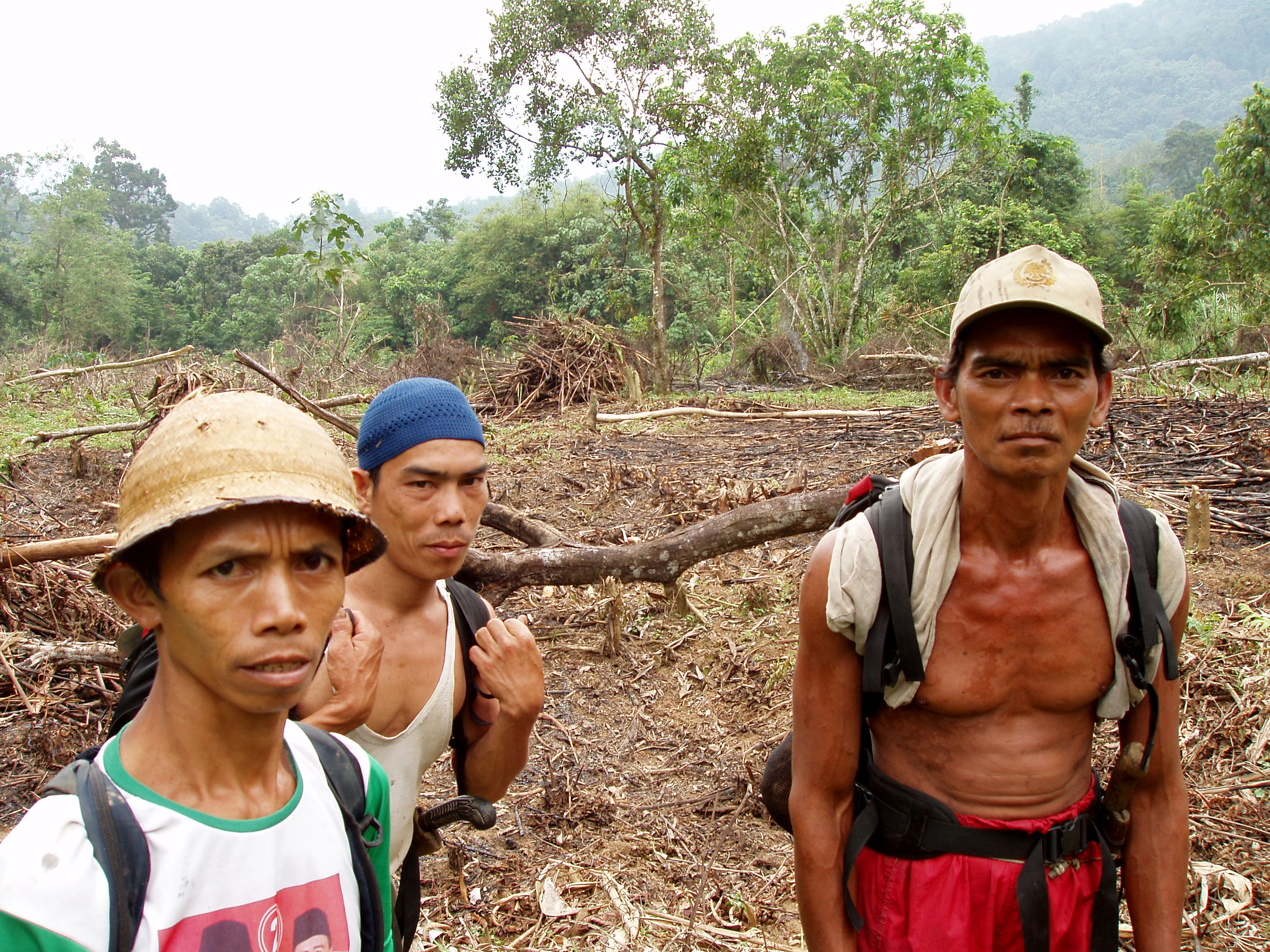
Idem bij het nationale park Kerinci Seblat op Sumatra (Indonesië).
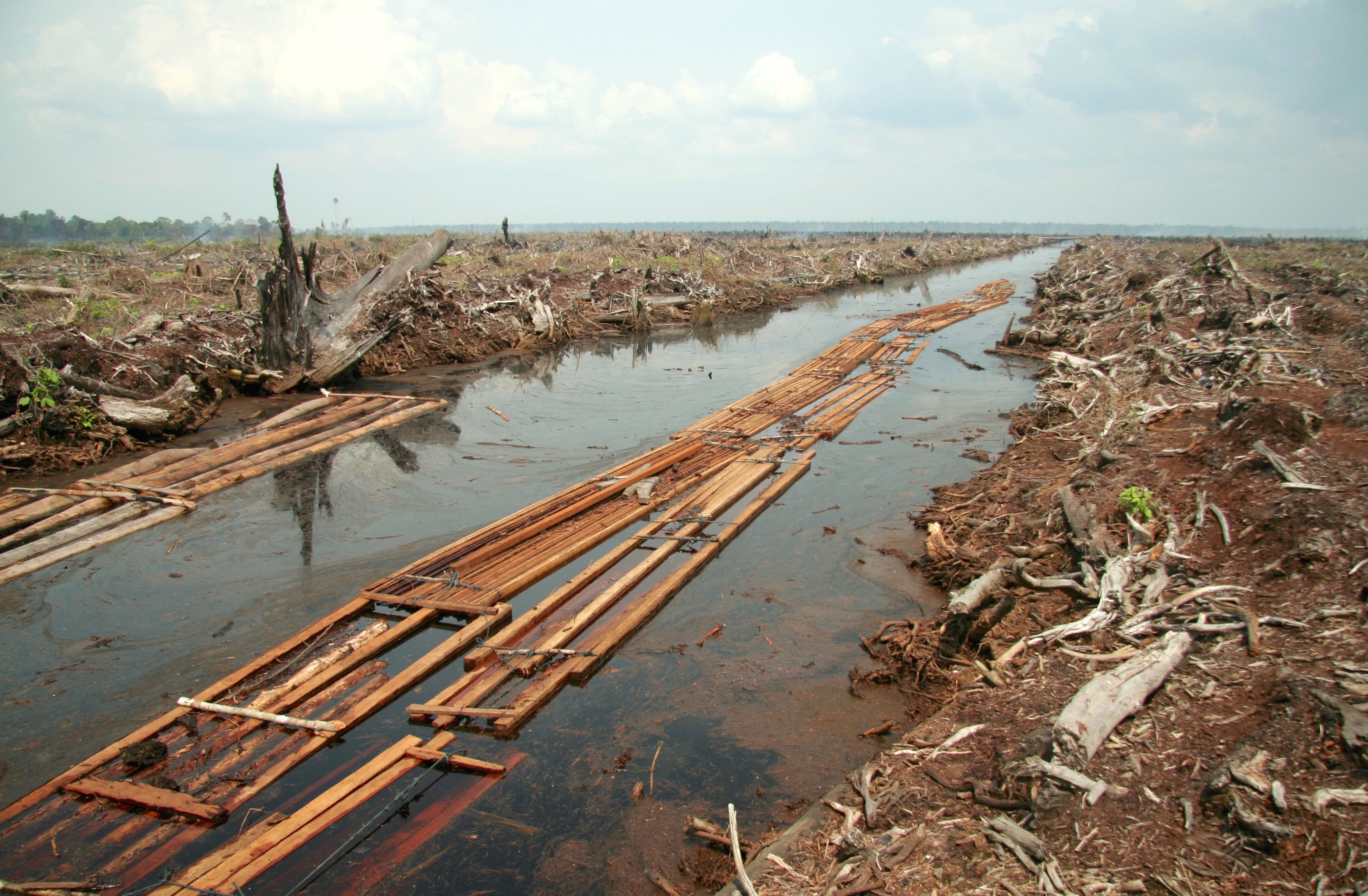
Ontbossing op de Riouwarchipel (Indonesië).
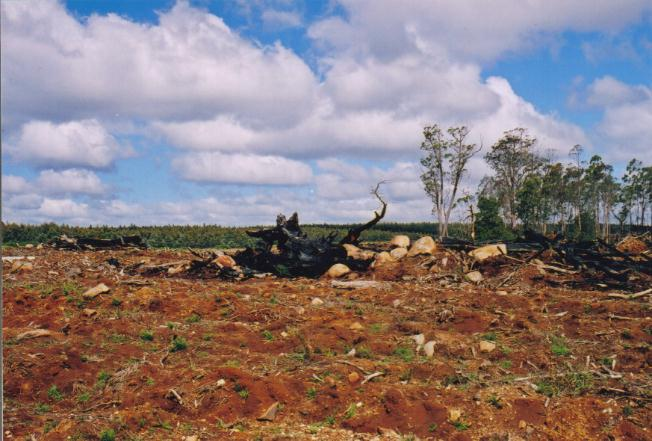
Ontbossing van oude Eucalyptuswouden ten behoeve van pijnboomplantages op Tasmanië.
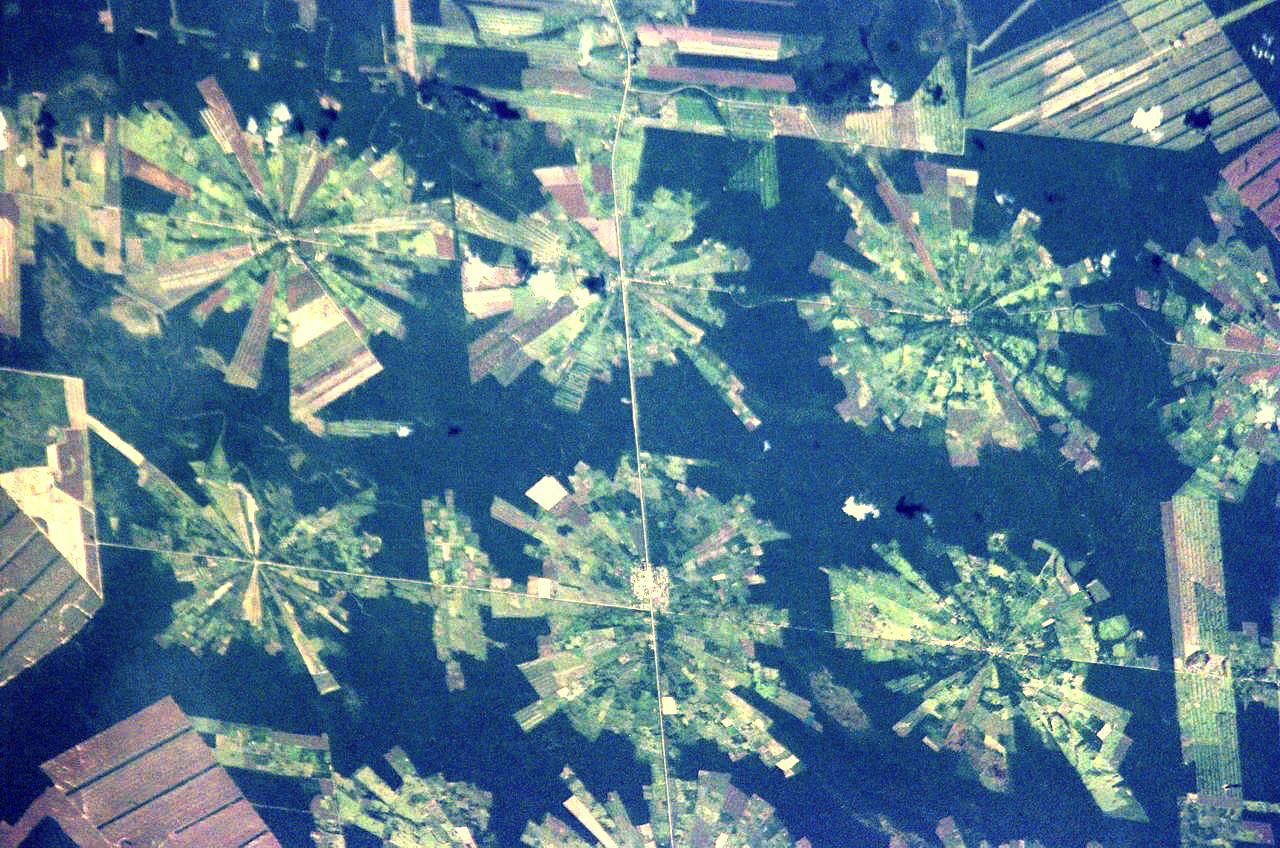
Ontbossing in het oosten van Bolivia (Observatiesatelliet)